# 48373 Gorgythion
48373 Gorgythion è un asteroide troiano di Giove del campo troiano. Scoperto nel 1977, presenta un'orbita caratterizzata da un semiasse maggiore pari a 5,2381770 UA e da un'eccentricità di 0,0087435, inclinata di 27,29539° rispetto all'eclittica.
L'asteroide è dedicato a Gorgitione, figlio di Priamo.